# Pedri
Pedro González López (Tegueste, 25 de novembro de 2002), também conhecido como Pedri, é um futebolista espanhol que atua como meio-campista. Joga pelo Barcelona e pela Seleção Espanhola. Em 2021, foi o vencedor do prêmio Golden Boy, atribuído ao melhor jogador Sub-21 atuando na Europa.

## Carreira

### Las Palmas
Nascido em Tegueste, Tenerife, Ilhas Canárias, Pedri se juntou as categorias de base do Las Palmas em 2018, vindo do clube Juventud Laguna. Em 15 de julho de 2019, com apenas 16 anos, foi promovido para a equipe principal pelo técnico Pepe Mel, assinando um contrato profissional de quatro anos com o clube.
Pedri fez sua estreia profissional em 18 de agosto de 2019, com apenas 16 anos, na derrota sofrida em casa por 1–0 contra o Huesca, pela Segunda Divisão Espanhola. Marcou seu primeiro gol em 19 de setembro, na vitória em casa por 1–0 contra o Sporting de Gijón. Com esse gol, se tornou o jogador mais jovem a marcar com a camisa do Las Palmas; 16 anos, 9 meses e 23 dias.

### Barcelona
Em 2 de setembro de 2019, Barcelona chegou a um acordo com Las Palmas para a transferência de Pedri, que chegou apenas na temporada seguinte. O jogador assinou um contrato de dois anos com os catalães, que pagaram 5 milhões de euros pelo negócio.

#### 2020
Atribuído ao time principal para a temporada de 2020–21 e com a camisa 16, Pedri fez sua estreia no Barça na La Liga em 27 de setembro de 2020, substituindo Philippe Coutinho na partida em casa contra o Villarreal, onde o clube venceu  por 4–0. Ele teve sua primeira partida como titular em 17 de outubro, em uma derrota fora de casa por 1–0 contra o Getafe. Ele marcou seu primeiro gol pelo clube em 20 de outubro na vitória por 5–1 sobre o Ferencváros no primeiro jogo da fase de grupos da Liga dos Campeões.

#### 2021
Em 17 de abril de 2021 jogou como titular na vitória final da Copa do Rei por 4 a 0 sobre o Atlético de Bilbao, conquistando assim o primeiro troféu de sua carreira.
No dia 8 de maio seguinte, por ocasião do empate em casa com gols brancos contra o Atlético Madrid, com 18 anos e 164 dias, fez sua 50ª partida geral pelo clube catalão, tornando-se assim o segundo jogador mais jovem a alcançar esta marca depois de Bojan Krkić, que a alcançou aos 18 anos e três dias.
Em 14 de outubro de 2021, renovou com o clube catalão por mais quatro anos, até a temporada 2025–26, com uma cláusula recorde de 1 bilhão de euros.
Em 22 de novembro de 2021, ele conseguiu vencer o Golden Boy ao se destacar na temporada, e também se tornou o primeiro jogador blaugrana desde Lionel Messi a ganhar o prêmio. Em 29 de novembro, conquistou mais um prêmio individual, o Troféu Kopa, vencendo a concorrência de Jude Bellingham e Jamal Musiala.
Ele terminou o ano com quatro gols em 52 jogos no total, sendo o jogador blaugrana que mais atuou na temporada.

#### 2022
Em 13 de fevereiro de 2022, ele marcou contra o Espanyol aos 75 segundos de jogo, sendo este o gol mais rápido do clássico de Barcelona no século XXI.

#### 2023
Pedri chegou ao 100º jogo com a camisa Culéem 28 de janeiro de 2023, o Barcelona visitou o Girona no Estádio Montivili, pela 19ª rodada do Campeonato Espanhol, e saiu de campo com uma vitória por 1 a 0. Gol marcado pelo meia Pedri.

## Seleção Nacional

### Sub-17
Pela Seleção Espanhola Sub-17, Pedri participou da Copa do Mundo de 2019, realizada no Brasil. Nessa competição, ele disputou cinco partidas e se destacou por dar duas assistências no último jogo da fase de grupos contra Camarões. A Espanha foi eliminada pela França nas quartas-de-finais.[carece de fontes?]

### Sub-18
Pela Seleção Sub-18, ele marcou um gol em um amistoso contra o Catar em setembro de 2019, onde seu time venceu por 1–0.[carece de fontes?]

### Sub-23
No dia 29 de junho de 2021, foi um dos 18 convocados pelo técnico Luis de la Fuente para representar a Espanha nos Jogos Olímpicos de Tóquio.

### Principal
Em março de 2021, Pedri foi convocado pela primeira vez para a Seleção Espanhola principal, sendo chamado pelo técnico Luis Enrique para a disputa das Eliminatórias da Copa do Mundo de 2022. Ele fez sua estreia em 25 de março contra a Grécia.

#### Euro 2020
Em 24 de maio, Pedri foi um dos 24 convocados por Luis Enrique para a UEFA Euro de 2020. Em 14 de junho, ele se tornou o jogador mais jovem a jogar pela Espanha na Euro, no empate na estreia em 0–0 contra a Suécia, quebrando o recorde anterior de Miguel Tendillo na Euro de 1980. Ele jogou todos os minutos das seis partidas da Espanha no torneio, tendo um grande impacto na campanha até a semifinal, onde sua seleção foi derrotada por 2–4 nos pênaltis para a eventual vencedora, Itália. Ele foi eleito o Melhor Jogador Jovem do Torneio e também foi escalado para Seleção do Torneio.

#### Copa do Mundo 2022
Melhor jogador jovem da última Eurocopa,  Pedri estreou com o pé direito na Copa do Mundo do Catar 2022, no Estádio Al Thumama, em Doha, a La Roja venceu a Costa Rica por 7 a 0, em duelo válido pela primeira rodada do grupo E. Os golos da partida foram marcados por Dani Olmo, Marco Asensio, Ferrán Torres (duas vezes), Gavi, Carlos Soler e Álvaro Morata.

## Estatísticas
Atualizadas até 3 de fevereiro de 2024

### Clubes
| Equipe            | Temporada         | Campeonato nacional | Campeonato nacional | Campeonato nacional | Copa nacional[a] | Copa nacional[a] | Copa nacional[a] | Competições continentais[b] | Competições continentais[b] | Competições continentais[b] | Outros torneios[c] | Outros torneios[c] | Outros torneios[c] | Total | Total | Total   |
| Equipe            | Temporada         | Jogos               | Gols                | Assist.             | Jogos            | Gols             | Assist.          | Jogos                       | Gols                        | Assist.                     | Jogos              | Gols               | Assist.            | Jogos | Gols  | Assist. |
| ----------------- | ----------------- | ------------------- | ------------------- | ------------------- | ---------------- | ---------------- | ---------------- | --------------------------- | --------------------------- | --------------------------- | ------------------ | ------------------ | ------------------ | ----- | ----- | ------- |
| Las Palmas        | 2019–20           | 36                  | 4                   | 7                   | 1                | 0                | 0                | —                           | —                           | —                           | —                  | —                  | —                  | 37    | 4     | 7       |
| Las Palmas        | Total             | 36                  | 4                   | 7                   | 1                | 0                | 0                | —                           | —                           | —                           | —                  | —                  | —                  | 37    | 4     | 7       |
| Barcelona         | 2020–21           | 37                  | 3                   | 3                   | 6                | 0                | 2                | 7                           | 1                           | 1                           | 2                  | 0                  | 0                  | 52    | 4     | 6       |
| Barcelona         | 2021–22           | 12                  | 3                   | 1                   | 1                | 1                | 0                | 8                           | 1                           | 0                           | 1                  | 0                  | 0                  | 22    | 5     | 1       |
| Barcelona         | 2022–23           | 26                  | 6                   | 1                   | 1                | 0                | 0                | 6                           | 0                           | 0                           | 2                  | 1                  | 0                  | 35    | 7     | 1       |
| Barcelona         | 2023–24           | 24                  | 4                   | 2                   | 2                | 0                | 0                | 6                           | 0                           | 3                           | 2                  | 0                  | 0                  | 34    | 4     | 5       |
| Barcelona         | 2024–25           | 37                  | 4                   | 5                   | 6                | 2                | 1                | 14                          | 0                           | 2                           | 2                  | 0                  | 0                  | 59    | 6     | 8       |
| Barcelona         | Total             | 136                 | 18                  | 12                  | 16               | 2                | 3                | 38                          | 2                           | 4                           | 9                  | 1                  | 0                  | 202   | 26    | 21      |
| Total na carreira | Total na carreira | 172                 | 22                  | 19                  | 17               | 2                | 3                | 38                          | 2                           | 4                           | 9                  | 1                  | 0                  | 239   | 30    | 28      |

- a. ^ Jogos da Copa da Espanha
- b. ^ Jogos da Liga dos Campeões da UEFA e Liga Europa da UEFA
- c. ^ Jogos da Supercopa da Espanha

### Seleção Espanhola
Expanda a caixa de informações para conferir todos os jogos deste jogador, pela sua seleção nacional.
Sub-17
|    | Data                   | Local                             | Resultado | Adversário   | Gol(s) | Competição                |
| -- | ---------------------- | --------------------------------- | --------- | ------------ | ------ | ------------------------- |
| 1. | 28 de outubro de 2019  | Estádio Kleber Andrade, Cariacica | 0–0       | Argentina    | 0      | Copa do Mundo Sub-17 2019 |
| 2. | 31 de outubro de 2019  | Estádio Kleber Andrade, Cariacica | 5–1       | Tadjiquistão | 0      | Copa do Mundo Sub-17 2019 |
| 3. | 3 de novembro de 2019  | Bezerrão, Gama                    | 2–0       | Camboja      | 0      | Copa do Mundo Sub-17 2019 |
| 4. | 6 de novembro de 2019  | Serrinha, Goiânia                 | 2–1       | Senegal      | 0      | Copa do Mundo Sub-17 2019 |
| 5. | 11 de novembro de 2019 | Olímpico, Goiânia                 | 1–6       | França       | 0      | Copa do Mundo Sub-17 2019 |

Sub-18
|    | Data                   | Local                  | Resultado | Adversário | Gol(s) | Competição |
| -- | ---------------------- | ---------------------- | --------- | ---------- | ------ | ---------- |
| 1. | 14 de setembro de 2019 | Aspire Zone, Al Rayyan | 1–0       | Catar      | 1      | Amistoso   |
| 2. | 16 de setembro de 2019 | Aspire Zone, Al Rayyan | 2–1       | Catar      | 0      | Amistoso   |

Sub-19
|    | Data                    | Local                                | Resultado | Adversário | Gol(s) | Competição |
| -- | ----------------------- | ------------------------------------ | --------- | ---------- | ------ | ---------- |
| 1. | 26 de fevereiro de 2020 | Pinatar Arena, San Pedro del Pinatar | 1–1       | Dinamarca  | 0      | Amistoso   |

Sub-21
|    | Data                   | Local                       | Resultado | Adversário         | Gol(s) | Competição             |
| -- | ---------------------- | --------------------------- | --------- | ------------------ | ------ | ---------------------- |
| 1. | 3 de setembro de 2020  | Arena Toše Proeski, Escópia | 1–0       | Macedônia do Norte | 0      | Elim. Euro Sub-21 2021 |
| 2. | 8 de outubro de 2020   | Tórsvøllur, Tórshavn        | 2–0       | Ilhas Faroé        | 0      | Elim. Euro Sub-21 2021 |
| 3. | 13 de outubro de 2020  | Santo Domingo, Alcorcón     | 3–0       | Cazaquistão        | 0      | Elim. Euro Sub-21 2021 |
| 4. | 12 de novembro de 2020 | Marbella, Marbella          | 2–0       | Ilhas Faroé        | 0      | Elim. Euro Sub-21 2021 |

## Títulos
Barcelona
- Copa do Rei: 2020–21, 2024–25[30]
- La Liga: 2022–23, 2024–25[31]
- Supercopa da Espanha: 2022–23, 2024–25

Seleção Espanhola
- Jogos Olímpicos: medalha de prata em 2020
- Campeonato Europeu: 2024

### Prêmios individuais
- 60 jovens promessas do futebol mundial de 2019 (The Guardian)[32]
- Melhor jogador jovem da Eurocopa 2020
- Equipe Ideal da Eurocopa: 2020
- Golden Boy: 2021[33]
- Troféu Kopa: 2021
- 18º Lugar no Prêmio GOAL NXGN de 2020[34]
- 4º Lugar no Prêmio GOAL NXGN de 2021[35]
- Equipe Mundial do Ano Sub-20 da IFFHS: 2022[36]
- Equipe da Temporada de La Liga: 2024–25[37]